# 장안사 명부전 지장보살도
부산 장안사 명부전 지장보살도(釜山 長安寺 冥府殿 地藏菩薩圖)는 부산광역시 기장군 장안읍 장안사 명부전에 있는 조선시대의 불화이다. 2008년 4월 2일 부산광역시의 유형문화재 제89호로 지정되었다.

## 개요
장안사 명부전 지장삼존불상 뒷면에 봉안된 이 탱화는 장안사 대웅전에 봉안된 석가영산회상도와 함께 1856년에 제작된 것이다. 비단 바탕에 채색으로 그려진 이 불화는 부분적으로 얼룩 및 박락이 진행되고 있으나, 전체적으로 화면 상태는 양호한 편이다.
화면의 구도는 중앙의 지장보살을 중심으로 하단 전면에 도명존자와 무독귀왕을 비롯하여 옆으로 사천왕이 나란히 배치되어 있으며, 상단에는 4위의 보살이 좌우대칭으로 둘러 싼 구도이다.
본 불화 역시 장안사 대웅전 석가영산회상도를 그린 금어 금암 천여(金魚 錦庵天如, 1794～1878)를 비롯한 6명의 화승이 참여하여 조성한 작품이다.
본 작품의 도상은 지장삼존과 보살상 4위, 사천왕상 등 간략한 구성을 이루고 있으나, 사찰 주전각의 중하단탱으로 봉안된 지장시왕도와는 달리 시왕상을 별도로 갖춘 명부전에 봉안된 사례임을 보여주고 있어 조선후기 명부전 지장보살도를 연구하는데 자료적 가치가 있는 문화재로 평가된다.

## 참고 자료
- 부산 장안사 명부전 지장보살도 - 국가유산청 국가유산포털